# Liuïta
La liuïta és un mineral de la classe dels òxids.

## Característiques
La liuïta és un òxid de fórmula química FeTiO₃. Va ser aprovada com a espècie vàlida per l'Associació Mineralògica Internacional l'any 2018, sent publicada en el mes de desembre de 2024. Cristal·litza en el sistema ortoròmbic. És un mineral dimorf de la ilmenita.
L'exemplar que va servir per a determinar l'espècie, el que es coneix com a material tipus, es troba conservat a la col·lecció de meteorits marcians E. Stolper de la divisió de ciències geològiques i planetàries de l'Institut Tecnològic de Califòrnia, a Pasadena (Califòrnia).

## Formació i jaciments
Va ser descoberta al meteorit marcià Shergotty, un meteorit caigut sobre el districte de Gaya (Bihar, Índia) el 25 d'agost de 1865. Aquest meteorit és l'únic indret on ha estat descrita aquesta espècie mineral.